# Albeștii de Argeș
Albeștii de Argeș è un comune della Romania di 5 933 abitanti, ubicato nel distretto di Argeș, nella regione storica della Muntenia.
Il comune è formato dall'unione di 7 villaggi: Albeștii Pământeni, Albeștii Ungureni, Dobroțu, Doblea, Bratesti, Dumiresti, Florieni.